# Associação Antipirataria de Cinema e Música
A Associação Antipirataria de Cinema e Música (APCM) foi uma entidade oficial criada em 2007 e seu encerramento em Junho de 2015, onde seu objetivo era de defender os interesses dos grandes estúdios e gravadoras junto às autoridades policiais e judiciais no Brasil. Também era filiádo ao IFPI.
Clientes e Patrocinadores da APCM
| Gravadoras                         | Estúdios        |
| ---------------------------------- | --------------- |
| ABPD                               | MPA             |
| EMI Music                          | Universal Music |
| MK Music                           | Warner Music    |
| Music Brokers                      | Warner          |
| Paulinas                           | Paramount       |
| Record Produções e Gravações Ltda. | Fox             |
| Som Livre                          | Sony Pictures   |
| Sony Music Entertainment           | Universal       |
| The Walt Disney Records            | Disney          |